# Lisamaria Meirowsky
Lisamaria Meirowsky (ur. 7 września 1904 w Grudziądzu (niem. Graudenz), zm. ok. 9 sierpnia 1942 w KL Auschwitz II – Birkenau) – niemiecka lekarz dermatolog i pediatra, konwertytka z judaizmu, katolicka tercjarka dominikańska i męczennica Kościoła katolickiego.
Była córką Emila Meirowskiego, lekarza dermatologa pracującego po wojnie w USA. W 1908 rodzina przeniosła się do Kolonii. Od 1923 studiowała medycynę na Uniwersytecie w Bonn, w 1933 uzyskała doktorat z zakresu dermatologii na Uniwersytecie Ludwika i Maksymiliana w Monachium i później drugi doktorat z medycyny w Rzymie.
Pod koniec nauki w szkole średniej zainteresowała się katolicyzmem, uczęszczając na przeznaczone dla konwertytów wykłady ks. Wilhelma Neussa, jednak chrzest przyjęła dopiero 15 października 1933 w Rzymie. Pod wpływem o. Franziskusa Marii Stratmanna OP jako tercjarka, siostra Maria Magdalena Dominika, miała wstąpić do nowo zakładanego Zgromadzenia Dominikanek Chrystusa Króla, jednak do jego organizacji nie doszło. W 1938 opuściła Niemcy, przenosząc się do Holandii. Podczas okupacji Holandii przez Niemców została zatrzymana 2 sierpnia 1942, podczas masowych aresztowań katolików pochodzenia żydowskiego (w odwecie za ogłoszenie listu pasterskiego episkopatu holenderskiego w obronie Żydów) i przewieziona do obozu Kamp Westerbork. Stamtąd wraz z innymi została deportowana do niemieckiego obozu zagłady KL Auschwitz II – Birkenau i zamordowana w komorze gazowej wraz z Edytą Stein.
28 października 2001 na domu w Grudziądzu przy ul. Groblowej 19, w którym się urodziła, odsłonięto tablicę pamiątkową. 29 maja 2004 Wydział Teologiczny UMK zorganizował w Grudziądzu konferencję naukową, której referaty opublikowano w osobnym tomie. Upamiętniono ją także w Kolonii, m.in. w pobliżu jej ostatniego miejsca zamieszkania znajduje się tablica pamiątkowa.